# Diadegma exareolator
Diadegma exareolator là một loài tò vò trong họ Ichneumonidae.